# ジュニオル・マルテ
- ユニオル・マルテ[1]
- ユニオール・マルテ[2]

ジュニオル・マルテ（Yunior Marte、1995年2月2日 - ）は、ドミニカ共和国サントドミンゴ出身のプロ野球選手（投手）。右投右打。中日ドラゴンズ所属。

## 経歴

### プロ入りとロイヤルズ傘下時代
2012年7月19日にインターナショナル・フリーエージェントでカンザスシティ・ロイヤルズと契約した。しかし、メディカルチェックの結果肘の怪我が発見されたため、契約は一旦無効になった。数日後に交渉した結果、20万ドルだった契約金を7万5000ドルにするという条件で合意に達した。
2013年はルーキー級ドミニカン・サマーリーグ・ロイヤルズで11試合に登板して4勝3敗、防御率1.71の成績を残した。
2014年は、ルーキー級のバーリントン・ロイヤルズでプレーした。11試合に登板して4勝3敗、防御率3.44を記録した。
2015年は、A級のレキシントン・レジェンズでプレーし、18試合で4勝5敗、防御率6.44の成績を残した。
2016年は、A級レキシントンで26試合（先発7試合）で6勝8敗1セーブ、防御率4.21の成績を残した。サウス・アトランティックリーグのリリーバーの中で6位の評価を受けた。
2017年は、A+級のウィルミントン・ブルーロックスでプレーし、オールスターにも選出されたほか、AA級のノースウエストアーカンソー・ナチュラルズでもプレーした。この年は、2チームの合計で37試合に登板し、4勝4敗、防御率3.98の成績を残した。
2018年は、AA級ノースウエストアーカンソーでプレーし、43試合の登板で4勝4敗2セーブ、防御率2.91だった。
2019年は、AA級ノースウエストアーカンソーとAAA級のオマハ・ストームチェイサーズでプレーした。 2チーム合計で46試合に登板して、3勝3敗2セーブ、防御率4.19を記録した。
2020年は、新型コロナウイルスの影響でマイナーリーグの試合が開催されなかったため、プレーしなかった。11月2日にフリーエージェント（FA）となった。

### ジャイアンツ時代
2020年12月9日にサンフランシスコ・ジャイアンツとマイナー契約を結んだ。
2021年は、AAA級のサクラメン・トリバーキャッツでプレーした。43試合（先発1試合）で0勝3敗4セーブ、防御率3.49を記録した。11月7日に40人枠に追加された。
2022年は開幕をAAA級で迎えたが、4月12日、出産の立ち会いによって離脱したタイラー・ロジャースの代わりにメジャーに昇格した。その日のサンディエゴ・パドレス戦でメジャーデビューを果たし、無失点で抑えた。ジョン・ブレッビアが忌引リストから復帰した翌日にマイナーに降格した。

### フィリーズ時代
2023年1月9日にエリック・ミラーとのトレードでフィラデルフィア・フィリーズへ移籍した。この年は39試合に登板して1勝1敗、防御率5.03を記録した。
2024年は23試合に登板したが、防御率6.92と苦戦した。オフの11月4日に40人枠から外れ、AAA級リーハイバレー・アイアンピッグスに送られることになったが、それを拒否しFAとなった。

### マリナーズ傘下時代
2024年11月23日にシアトル・マリナーズとマイナー契約を結び、2025年のスプリングトレーニングに招待選手として参加することになった。

### 中日時代
2025年2月6日に中日ドラゴンズへの入団が発表された。背番号は52。推定年俸は1億9000万円。

## 選手としての特徴
最速161 km/hのストレートと、スライダーおよび直球に近い球速のシンカーを投げる。NPB公式戦での最高球速は159 km/h。

## 詳細情報

### 年度別投手成績
| 年 度    | 球 団    | 登 板 | 先 発 | 完 投 | 完 封 | 無 四 球 | 勝 利 | 敗 戦 | セ 丨 ブ | ホ 丨 ル ド | 勝 率 | 打 者 | 投 球 回 | 被 安 打 | 被 本 塁 打 | 与 四 球 | 敬 遠 | 与 死 球 | 奪 三 振 | 暴 投 | ボ 丨 ク | 失 点 | 自 責 点 | 防 御 率 | W H I P |
| -------- | -------- | ----- | ----- | ----- | ----- | -------- | ----- | ----- | -------- | ----------- | ----- | ----- | -------- | -------- | ----------- | -------- | ----- | -------- | -------- | ----- | -------- | ----- | -------- | -------- | ------- |
| 2022     | SF       | 39    | 0     | 0     | 0     | 0        | 1     | 1     | 0        | 2           | .500  | 214   | 48.0     | 47       | 5           | 22       | 0     | 6        | 44       | 3     | 0        | 32    | 29       | 5.44     | 1.44    |
| 2023     | PHI      | 40    | 0     | 0     | 0     | 0        | 1     | 1     | 2        | 2           | .500  | 182   | 39.1     | 47       | 6           | 17       | 0     | 1        | 38       | 0     | 0        | 27    | 22       | 5.03     | 1.63    |
| 2024     | PHI      | 23    | 0     | 0     | 0     | 0        | 0     | 0     | 0        | 2           | ----  | 127   | 26.0     | 34       | 5           | 15       | 0     | 0        | 23       | 3     | 0        | 22    | 20       | 6.92     | 1.88    |
| MLB：3年 | MLB：3年 | 102   | 0     | 0     | 0     | 0        | 2     | 2     | 2        | 6           | .500  | 523   | 113.1    | 128      | 16          | 54       | 0     | 7        | 105      | 6     | 0        | 81    | 71       | 5.64     | 1.61    |

- 2024年度シーズン終了時

### 年度別守備成績
| 年 度 | 球 団 | 投手（P） | 投手（P） | 投手（P） | 投手（P） | 投手（P） | 投手（P） |
| 年 度 | 球 団 | 試 合     | 刺 殺     | 補 殺     | 失 策     | 併 殺     | 守 備 率  |
| ----- | ----- | --------- | --------- | --------- | --------- | --------- | --------- |
| 2022  | SF    | 39        | 0         | 7         | 0         | 1         | 1.000     |
| 2023  | PHI   | 40        | 1         | 2         | 0         | 0         | 1.000     |
| 2024  | PHI   | 23        | 4         | 2         | 0         | 0         | 1.000     |
| MLB   | MLB   | 102       | 5         | 11        | 0         | 1         | 1.000     |

- 2024年度シーズン終了時

### 記録

#### 初記録
NPB
投手記録
- 初登板：2025年4月2日、対読売ジャイアンツ2回戦（バンテリンドーム ナゴヤ）、9回表に4番手で救援登板・完了、1回無失点[19]
- 初ホールド：2025年4月6日、対東京ヤクルトスワローズ3回戦（明治神宮野球場）、7回裏に2番手で救援登板、1回無失点[20]
- 初奪三振：2025年4月10日、対広島東洋カープ3回戦（バンテリンドーム ナゴヤ）、8回表に林晃汰から空振り三振
- 初セーブ：2025年5月1日、対阪神タイガース5回戦（バンテリンドーム ナゴヤ）、9回表に5番手で救援登板・完了、1回無失点[21]
- 初勝利：2025年5月21日、対横浜DeNAベイスターズ10回戦（横浜スタジアム）、8回裏に4番手で救援登板、1回無失点[22]

### 背番号
- 74（2022年）
- 43（2023年 - 2024年）
- 52（2025年[15] - ）